# Eriopeltastes natalensis
Eriopeltastes natalensis är en skalbaggsart som beskrevs av Louis Albert Péringuey 1907. Eriopeltastes natalensis ingår i släktet Eriopeltastes och familjen Cetoniidae. Inga underarter finns listade i Catalogue of Life.